# Valentine Strasser
Valentine Esegragbo Melvin Strasser  (Freetown, 26 de abril de 1967) es un ex líder militar sierraleonés que en 1992 fue el líder del golpe militar que derrocó a Joseph Saidu Momoh, a la corta edad de 25 años, convirtiéndose en la persona más joven en llegar al poder como presidente en Sierra Leona. Su gobierno tuvo que hacer frente a las guerrillas armadas del este del país. Finalmente fue derrocado por los militares en enero de 1996. Se exilió en Inglaterra.

## Primeros años
Valentine Esegragbo Melvin Strasser nació el 26 de abril de 1967 en el barrio de Murray Town, en el extremo oeste de Freetown como hijo de una madre soltera de ascendencia criolla de Jamaica.[cita requerida] Strasser fue criado por su madre y nunca supo quien era su padre biológico. Completó su educación secundaria en la Sierra Leona Grammar School en Freetown. Al graduarse de la escuela secundaria en 1985, a la edad de dieciocho años, se alistó en las Fuerzas Militares de la República de Sierra Leona (Republic of Sierra Leone Military Forces o RSLMF). Después de su entrenamiento, alcanzó el rango de oficial subalterno. 
Soldado joven y ambicioso, fue llevado a un cuartel militar en Daru, en el distrito Kailahun en el este de Sierra Leona en 1987 a la edad de 19 años, junto con su amigo de la infancia y compañero de armas, el teniente Salomón Musa. La mayoría de los soldados en los cuarteles estaban entre la adolescencia y los veinte años y la mayoría de ellos procedían de diferentes partes del país. Strasser pasó casi cinco años en el cuartel militar en el distrito de Kailahun. 
El Frente Revolucionario Unido (FRU), dirigido por Foday Sankoh inició su primer ataque en 1991 en las aldeas en el distrito de Kailahun. Strasser y otros soldados que ya estaban en un cuartel militar en Kailahun, fueron enviados a luchar contra el FRU. 
Sin confirmar los informes se indica que en una de las primeras batallas entre el FRU y las fuerzas del Gobierno Strasser fue herido de bala en la pierna izquierda.

## Presidencia
Cuando Strasser estaba en el frente de guerra en el distrito de Kailahun, el Gobierno de Sierra Leona, encabezado por el presidente Joseph Saidu Momoh, apenas suministró botas suficientes para los soldados y los equipos militares necesarios para ayudar a fortalecer a Strasser y sus compañeros soldados en la guerra contra el FRU. Estos nunca percibieron sus salarios a tiempo y su bienestar nunca figuró entre las prioridades del gobierno. 
Después de muchas apelaciones, advertencias y amenazas, los jóvenes soldados decidieron marchar de Kailahun a la Casa del Gobierno en Freetown el 29 de abril de 1992, para protestar por sus reveses en la marcha de la guerra, exigiendo sus salarios pendientes. El grupo de soldados fue dirigido por el propio Strasser y su mejor amigo Salomón Musa. La aparición de los soldados en la capital obligó al presidente Momoh a huir del país y  exiliarse en Conakry, Guinea, lo que motivó a Strasser y sus hombres a tomar el poder, formando el NPRC, con Strasser como  líder y jefe de Estado del país.

## Golpe de Estado de 1996
En enero de 1996, después de casi cuatro años en el poder, Strasser fue derrocado en otro golpe militar, pero esta vez eran los propios miembros del NPRC que no estaban satisfechos con su manejo del proceso de paz. El golpe fue encabezado por su adjunto, el general de brigada Julius Maada Bio, el coronel Tom Nyuma y Capitán Komba Mondeh. Bio rápidamente se convirtió en el líder del golpe, con el apoyo de Nyuma y Mondeh, y asumió el cargo de jefe de Estado de Sierra Leona. 

## Después de la presidencia
Tras su derrocamiento, Strasser se marchó al Reino Unido, donde estudió Derecho en la Universidad de Warwick en Coventry, Inglaterra, pero abandonó sus estudios un año después. En 2000 dejó Inglaterra para mudarse a Gambia, pero ese país le negó la entrada a la nación.
- Datos: Q887565
- Multimedia: Valentine Strasser / Q887565